# 羽裂合耳菊
羽裂合耳菊（学名：Synotis vaniotii）是菊科合耳菊属的植物，为中国的特有植物。分布于中国大陆的云南等地，生长于海拔2,800米至3,100米的地区，常生长在岩石处，目前尚未由人工引种栽培。

## 别名
药山千里光（云南种子植物名录）

## 异名
- Senecio vaniotii Levl.